# 1864 (televisieserie)
1864 is een Deens oorlogsdrama. De televisieserie vertelt het verhaal van de soldaten en politici tijdens de Tweede Duits-Deense Oorlog. De serie, die als een van de duurste Deense series ooit beschouwd wordt, werd uitgezonden vanaf 12 oktober 2014 op DR1 naar aanleiding van de 150ste verjaardag van de oorlog.

## Plot
Het verhaal wordt chronologisch verteld en wordt afgewisseld door scènes uit het verleden en het heden.

### 1850
Na het einde van de Eerste Duits-Deense Oorlog keren de soldaten terug naar hun thuisfront. Een van de soldaten die terugkeert is Thøger Jensen (Lars Mikkelsen), die gewond is geraakt aan zijn been. Zijn kinderen Laust en Peter zijn dolblij om hun vader terug te zien. Lang zal hun geluk niet duren want Thøger sterft niet veel later terwijl hij een veld aan het omploegen is. Hierdoor wordt Laust de nieuwe staljongen op het landgoed van de Baron.
Tegelijkertijd met Jensens terugkeer komt ook Didrich (Pilou Asbæk) terug. Hij lijdt aan psychologische problemen ten gevolge van de oorlog. Didrich is de zoon van de Baron (Waage Sandø), die weinig begrip voor hem toont.
Peter en Laust leren de dochter kennen van de nieuwe rentmeester, Inge, zij is een ietwat speciale verschijning en al snel geraken Peter en Laust in de ban van het meisje. De jongens zijn niet de enigen met interesse voor Inge, ook Didrich voelt zich aangetrokken tot Inge hoewel zij nog maar een kind is.
In de Deense hoofdstad, Kopenhagen, leert Ditlev Gothard Monrad (Nicolas Bro) de bekende actrice Johanne Luise Heiberg (Sidse Babett Knudsen) kennen. Zij steunt Monrad in zijn nationalistische ideeën en zijn standpunten over Sleeswijk-Holstein.

### 1860
Monrad is nu eerste minister en wil met zijn nationalistische ideeën een oorlog uitlokken die een einde moet maken aan de  Sleeswijk-Holsteinse kwestie. Samen met Heiberg probeert hij koning Christiaan IX van Denemarken, die geboren was in Sleeswijk en ook in het Duits werd opgevoed, over te halen tot een oorlog en hem ervan te overtuigen dat hij zich als een 'echte' Deen moet gedragen.
Laust (Jakob Oftebro) en Peter (Jens Sætter-Lassen) zijn nu jonge mannen en hebben beide een relatie met Inge. De drie ontmoeten een zigeunerfamilie die op het land is aangekomen en werk vragen. Didrich verbiedt hen echter om nog op het land te blijven, maar de Baron geeft hen echter later toch werk.
De jongens keren terug van hun dienstplicht, terwijl in het dorp een oogstfeest plaatsvindt. Laust en Inge komen elkaar alleen tegen en bedrijven de liefde. Dit betekent het einde van hun driehoeksverhouding, want Peter weet hier niets van. Ook op het feest verkracht de dronken Didrich het zigenermeisje Sofia. Zij vertelt nooit aan iemand wat er gebeurd is tijdens het feest.
De jongens gaan nu definitief in het leger, aangezien de oorlog tussen de Denen en de Pruisen is aangekondigd. Peter en Laust leren hier Alfred (Jens Christian Buskov Lund), een naïeve jongen uit Skagen kennen, Erasmus (Esben Dalgaard Andersen) een grote bebaarde man die molenaar is en altijd opgewekt is en Johan Larsen (Søren Malling), een man van middelbare leeftijd en tevens een veteraan. Van hem wordt gezegd dat hij paranormale krachten heeft, terwijl anderen hem zien als een psychopaat. Ook raken ze bevriend met hun overste Wilhelm Dinesen (Johannes Lassen). Ze worden naar de Danevirke gestuurd, die door de Denen als onverwoestbaar wordt beschouwd.
Wat later komen ze voorbij Mysunde, waar net de zeer bloedige Slag bij Mysunde werd gestreden. Na alles wat ze gezien hebben schrijven de jongens naar Inge om haar te vertellen over alles. Laust schrijft haar nog meer brieven om haar zijn liefde te verklaren. Als Peter per ongeluk een van die brieven krijgt, komt hij er achter dat zijn broer en Inge een relatie hebben. Dit betekent het einde van de goede band tussen de broers. Peter besluit mee te gaan met een groep die alle kanonnen op de Danevirke onschadelijk moeten maken en dus groot gevaar loopt omdat zij de laatsten zijn en dus als eersten door de Pruisen ontdekt kunnen worden. Nadat ze de kanonnen onschadelijk gemaakt hebben worden ze achterna gezeten door Pruisische huzaren. Die schieten een van de Denen neer en zijn van plan om de rest van de groep ook te executeren. Dan kan Dinesen, die verscholen zat, een van de huzaren doden. Hij doodt daarna alle andere huzaren, wat hem de reputatie geeft van een onoverwinnelijk en meedogenloos iemand.
Laust, die samen met Didrich (zijn overste) op weg is naar Sankelmark, laat een kanon dat ze meevoerden vallen in een bevroren plas. Didrich beveelt hem het  terug te halen en dus springt Laust in het ijskoude water. Hij raakt onderkoeld en wordt met een kar naar het dichtstbijzijnde veldhospitaal gebracht. Onderweg komen ze langs het slagveld van Sankelmark, waar ook vele Deense soldaten gestorven zijn.
In hun geboortestad blijkt dat Inge zwanger is van Laust. Ze vertelt het aan haar moeder, die haar niet meer wil zien omdat ze zwanger is van een bastaardkind. Inge wordt uit huis gezet en gaat mee met de zigeuners, die op weg zijn naar het front om daar handel te drijven. Ook Sofia is zwanger nadat ze verkracht is door Didrich. Haar broer Djargo ontdekt dit en wil Didrich vermoorden omdat hij zijn zus onwaardig heeft behandeld. Hij wordt echter gearresteerd. Als ze aankomen in Dybbøl komt Inge Didrich tegen. Ze vraagt waar Peter en Laust zijn, waarop Didrich antwoordt dat ze alle twee gestorven zijn.
Laust heeft een longontsteking opgelopen na zijn val. Hij ligt in een hospitaal en wordt ten dode opgeschreven. Sofia en Inge werken in hetzelfde hospitaal als verpleegsters. Toch zien ze elkaar nooit in het hospitaal. Dit blijkt wanneer Alfred, die dronken uit de loopgraven was gekomen, wordt beschoten door de Pruisen en met hevige bloedingen naar het hospitaal gebracht wordt. Inge verzorgt hem en als Peter hem wil bezoeken kruist hij Inges pad, maar ze zien elkaar niet.
De Pruisen vallen opnieuw de Denen aan. Ze beschieten de Deense stellingen gedurende zes uur met hun kanonnen. Later sturen ze meer dan dertigduizend soldaten af op de Denen, die finaal afgemaakt worden. Bij die aanval sterft Erasmus, alsook Djargo die Didrich probeerde te vermoorden met een mes, maar geraakt wordt door een verdwaalde kogel. Laust probeert de in shock geraakte Didrich weg te brengen van de loopgraven, maar wordt zelf neergeschoten door de Pruisen. Peter die zijn broer nog wilde zien en alles wilde uitpraten ziet dat Laust neergeschoten wordt. Hij probeert hem te redden maar alle hulp blijkt tevergeefs te zijn. Peter wordt opgepakt en als krijgsgevangene naar Oostenrijk gebracht. Inge is op het moment van de slag aan het bevallen van een zoontje die ze Laust noemt. Monrad, die ondanks alles wat er gebeurd is tijdens de oorlog nooit de echte realiteit onder ogen kon zien en halsstarrig bleef geloven in zijn absurde nationalistische idealen, wordt niet meer gesteund door Heiberg, die hem laat vallen. Hij probeert de koning over te halen te blijven vechten maar die heeft al toegestemd in een Deense overgave.
Johan die alles wel heeft overleefd, infiltreert in Duitse linies waar alle doden liggen en waar ze ontdaan worden van al hun bezittingen. Hij vermoordt de man die alle foto's, brieven en dergelijke wegneemt van de doden. Hij verzamelt ze weer en brengt alle bezittingen terug naar de families van de gesneuvelde soldaten. Wanneer hij een brief van Laust aan Inge wil geven, neemt Inges moeder die in ontvangst. Ze verbrandt de brief zonder deze aan Inge te laten zien. Bij de Baron brengt Johan een brief van Didrich. Wanneer deze vraagt hoe Didrich echt was tijdens de oorlog vertelt Johan grofweg de waarheid, namelijk dat Didrich een lafaard en een deserteur is. De Baron kan dit niet begrijpen en pleegt zelfmoord.
Didrich komt later terug en vraagt de hand van de dochter van de nieuwe Baron. Die dochter is Inge. Omdat ze nog steeds gelooft dat Peter en Laust beide zijn omgekomen, trouwt ze met Didrich. Hij wil echter niets te maken hebben met het bastaardkind dat Inge gekregen heeft en dus wordt Laust Jr. weggebracht naar een weeshuis.
Tijdens zijn terugreis uit Oostenrijk komt Peter het Pruisische leger tegen dat op weg is naar een nieuwe oorlog in Oostenrijk. In de massa herkent hij de soldaat die zijn broer neergeschoten heeft. Hij komt na twee jaar terug in zijn geboortedorp in Denemarken en ontdekt dat Sofia, het zigeunermeisje, nu bij zijn moeder inwoont en een zoontje heeft gekregen dat ze naar hem vernoemd heeft. Wanneer Peter een bezoek wil brengen aan Inge valt zij in tranen neer op de grond. Ze had gedacht dat hij dood was. Didrich probeert Peter weg te jagen, maar Peter slaat hem neer. Hij gaat naar het weeshuis en adopteert Laust Jr. Hij wordt verliefd op Sofia en ze trouwen met elkaar. Inge gaat vaak kijken bij Peter en Sofia om te zien hoe Laust Jr. opgroeit, maar een echte toenadering tussen moeder en zoon blijkt er niet te komen. Inge krijgt nog een paar kinderen bij Didrich, die steeds kalmer wordt als hij een kind krijgt, maar nog steeds niet 'normaal' functioneert. Ditlev Monrad vertrekt na de oorlog met zijn gezin naar Nieuw-Zeeland.

### 2014
Claudia (Sarah-Sofie Boussnina) is een moeilijke tiener die haar broer verloren heeft toen hij op militaire missie werd gedood. Samen met haar klas bezoeken ze Dybbøl, maar Claudia en haar vriendje, een drugsdealer, raken verveeld en zonderen zich af van de groep om een joint te roken. Claudia besluit te stoppen met school en zoekt een baantje. Uiteindelijk krijgt ze dat bij Baron Severin (Bent Mejding), die ze moet verzorgen. Bij het eerste contact botert het niet tussen de twee. Uiteindelijk blijft Claudia toch. Ze probeert waardevolle spullen te stelen in het huis van de bijna blinde baron en ze vindt een dagboek van Severins grootmoeder Inge. De Baron, die woont in hetzelfde huis als Didrich, vraagt aan Claudia om hem het dagboek hardop voor te lezen. Claudia doet dit met tegenzin, maar later raakt ze ook gefascineerd door het verhaal van Inge. Wat Claudia voorleest aan Baron Severin is hetgeen er allemaal gebeurd is tijdens de oorlog en de jaren daarvoor en daarna. Claudia vindt brieven van Peter, en een foto van haar voorouders, waardoor zij de achterachterkleindochter van Peter blijkt te zijn. Wanneer Claudia de laatste zin voorleest uit het dagboek komt ze erachter dat de Baron alles voor Inge heeft opgeschreven. Als ze vraagt waarom hij haar dat nooit verteld heeft, blijkt de Baron gestorven te zijn. Claudia is aangedaan en met dat beeld eindigt de serie.

## Moraal
Aan het eind van de serie wordt de boodschap meegegeven dat ieder mens iedere dag op zijn hoede moet zijn voor de slechte kant in zichzelf. Er is maar weinig voor nodig om deze op te roepen. Deze kan worden binnengehouden door het mooie van het leven te koesteren, en altijd het beste van het leven te maken. Dit laatste  wordt in de serie verbeeld met een zingende leeuwerik, die in de serie verschillende keren te zien is.

## Personages
- Esben Dalgaard Andersen als Erasmus
- Pilou Asbæk als Didrich
- Peter Benedict als Edwin von Manteuffel
- Rasmus Bjerg als Max Müller
- Sarah Boberg als Karen Jensen
- Rainer Bock als Otto von Bismarck
- Fanny Bornedal als Inge Juel (12 jaar)
- Sarah-Sofie Boussnina als Claudia Henriksen
- Nicolas Bro als Ditlev Monrad
- Zlatko Burić als Ignazio
- Sylvester Byder als Laust Jensen (12 jaar)
- Heikko Deutschmann als Helmuth von Moltke
- Karel Dobrý als August von Goeben
- Helle Fagralid als Ingrid Juel
- Barbara Flynn als Queen Victoria
- James Fox als Lord Palmerston
- Peter Gilsfort als Inges vader
- Jordan Haj als Djargo
- Kristian Halken als Georg Gerlach
- Stig Hoffmeyer als Hans Christian Andersen
- Olaf Johannessen als Carl Christian Hall
- Eva Josefíková als Sofia
- Sidse Babett Knudsen als Johanne Luise Heiberg
- Johannes Lassen als Wilhelm Dinesen
- Lars Lohmann als Koning Frederick VII van Denemarken
- Jens Christian Buskov Lund als Alfred
- Søren Malling als Johan Larsen
- Bent Mejding als Baron Severin
- Barnaby Metschurat als Prins Frederik Karel van Pruisen
- Louise Mieritz als Emilie Lütthans
- Lars Mikkelsen als Thøger Jensen
- Dieter Montag als Koning Wilhelm I van Pruisen
- Benjamin Holmstrøm Nielsen als Peter Jensen (11 jaar)
- Jakob Oftebro als Laust Jensen
- Søren Pilmark als E. A. Lundbye
- Peter Plaugborg als Sergeant Jespersen
- Henrik Prip als Koning Christiaan IX van Denemarken
- Rainer Rainers als Johann Gottfried Piefke
- Hans-Michael Rehberg als Friedrich von Wrangel
- Carl-Christian Riestra als Einar
- Adam Ild Rohweder als Viggo Monrad
- Waage Sandø als de Baron
- Jens Sætter-Lassen als Peter Jensen
- Søren Sætter-Lassen als Christian de Meza
- Philip Schenker als Eduard Vogel von Falckenstein
- Roland Schreglmann als Ludwig
- Marie Tourell Søderberg als Inge Juel
- Jens Jørn Spottag als Glode du Plat
- Troels Malling Thaarup als Ernst Schau
- Ludwig Trepte als Heinz
- Besir Zeciri als Zlatko

## Trivia
- Voor de serie had men Sofie Gråbøl gevraagd om de rol te spelen van de moeder van Peter en Laust, ze wees echter af aangezien Gråbøl herstellende was van borstkanker.
- In de serie had de regisseur, Ole Bornedal, zijn gezin een rol gegeven. Zo kreeg zijn vrouw, Helle Fagralid, de rol van Inges moeder en speelde zijn dochtertje de jonge versie van Inge. Ook zijn vierjarig zoontje heeft een rol in de serie.
- Jakob Oftebro die eigenlijk een Noor is leerde speciaal voor de serie Deens.

## Ontvangst
De serie verdeelde de meningen tussen de mensen. De serie werd met veel lof ontvangen door sommigen, anderen vonden dat ze met het geld beter andere series hadden kunnen financieren.